# ليام كيرك
ليام كيرك (بالإنجليزية: Liam Kirk)‏ هو لاعب هوكي الجليد بريطاني، ولد في 3 يناير 2000 في جنوب يوركشير في المملكة المتحدة.

## وصلات خارجية
- ليام كيرك على موقع دوري الهوكي الوطني (الإنجليزية)
- ليام كيرك على موقع الدوري الأمريكي لهوكي الجليد (الإنجليزية)
- ليام كيرك على موقع EliteProspects.com (الإنجليزية)
- ليام كيرك على موقع Eurohockey.com (الإنجليزية)
- ليام كيرك على موقع HockeyDB.com (الإنجليزية)